# Nikolaus I. (Tecklenburg)
Nikolaus I. (* um 1300; † um 1368) war der erste Graf von Tecklenburg aus dem Haus Schwerin.

## Familie
Er war der Sohn des Gunzelin VI. aus der Linie Schwerin-Wittenburg und der Richardis von Tecklenburg. 
Er selbst war in erster Ehe mit Helene von Oldenburg und in zweiter Ehe mit einer Gräfin Diepholz verheiratet. Aus der ersten Ehe ging der Erbe Otto und die Tochter Richeza hervor. Diese heiratete Otto III. Graf von Oldenburg-Delmenhorst.

## Leben
Nach dem Tod Otto IV. endete 1328 die Linie der Grafen von Tecklenburg aus dem Haus Bentheim-Tecklenburg. Dieser hatte schon 1326 zu Gunsten seines Schwagers Gunzelin VI. von Schwerin auf die Grafschaft Tecklenburg und die zugehörigen Besitzungen verzichtet. Gunzelin starb bereits 1327. Daher trat der Neffe Ottos Nikolaus von Schwerin-Dannenberg das Erbe an. Er begründete damit die Linie Tecklenburg-Schwerin. 
Zur Zeit des Erbfalles war er allerdings noch nicht volljährig. Als Vormund regierte bis 1330 der Verwandte Adolf von der Mark. Nachdem Nikolaus selbst die Regierung übernommen hatte, schlug ihm als Fremden Misstrauen gegenüber. Er konnte sich allerdings behaupten. Er bekämpfte den Ritter Hermann von Cappel, der ohne gräfliche Erlaubnis eine Burg erbaut hatte. Außerdem kämpfte er gegen die Friesen und unternahm weitere Kriegs- und Eroberungszüge. Damit machte er sich weitere Feinde. 
Mit Bischof Ludwig von Münster, Graf Adolf von der Mark, Bernhard von Ravensberg, Simon und Otto von der Lippe schloss 1333 ein Bündnis gegen die von Korff mit dem Ziel das neue Haus Harkotten zu zerstören und die Anlage weiterer Burgen im Bereich des Gogerichts Warendorf zu verhindern. Er erwarb 1335 das Gogericht Hümmling. Durch König Ludwig IV. wurde ihm und seinen Nachkommen eine Freigrafschaft und königlicher Bann verliehen. 
Zwischen 1348 und 1352 wurde auch die Grafschaft Tecklenburg von der Pest schwer betroffen. Er verlor 1350 einige Gebiete an die Bischöfe von Osnabrück. Im Jahre 1354 nahm Nikolaus die Iburg der Bischöfe von Osnabrück ein, gab sie aber nach Geldzahlungen wieder zurück. In dieser Zeit gerieten die Grafschaft Ravensberg und die Herrschaft Rheda unter seinen Einfluss. Im Jahr 1365 fiel die Herrschaft Rheda ganz an Tecklenburg. 
Mit Zustimmung seines Sohnes Otto VI. verkaufte Nikolaus im Jahre 1358 seine Rechte an der Grafschaft Schwerin an Herzog Albrecht II. und dessen Sohn Heinrich III. von Mecklenburg. Mit dem Geld konnte er den Landesausbau in Tecklenburg vorantreiben und Befestigungen anlegen. Im Jahr 1360 unternahm Nikolaus Raubzüge im Gebiet des Bischofs von Münster. Er wurde 1364 von Papst Urban V. gebannt. Erst nach seinem Tod wurde er davon wieder gelöst. Im Jahr 1366 verlieh er Bevergern die Stadtrechte. Möglicherweise etwas früher erhielt auch Tecklenburg Stadtrechte. Diese sind aber erst 1388 urkundlich nachweisbar. Mit der Stadtrechtsverleihung versuchte er den Landesausbau voranzutreiben. Sie war aber auch eine Maßnahme gegen den wachsenden Einfluss der Ritterschaft, die um 1355 das Recht der Steuerbewilligung beanspruchten.